# Viva la libertà
Viva la libertà è un film italiano del 2013 diretto da Roberto Andò, il quale ha scritto il romanzo da cui è tratto, intitolato Il trono vuoto.

## Trama
Enrico Oliveri è uno scaltro e navigato politico di centrosinistra il cui declino sembra ormai inesorabile. Tutte le proiezioni lo vedono perdente alle imminenti elezioni ed il suo partito vuole scaricarlo. Decide così di scomparire: si rifugia in incognito a Parigi da una sua ex fiamma, Danielle, ora sposata con un famoso regista.
Il panico serpeggia tra i suoi compagni di partito che non lo trovano più. L'unico a non perdersi d'animo è il suo braccio destro Andrea Bottini, al quale viene l'idea di sostituire il politico con suo fratello gemello, Giovanni Ernani, scrittore e filosofo sopra le righe che in passato ha dovuto subire delle cure psichiatriche. La sostituzione si rivela problematica da gestire ma porta delle piacevoli sorprese.

## Produzione
Il film è stato prodotto da BiBi Film e RAI Cinema. La post-produzione è stata effettuata da Reset VFX S.r.l.
Nella pellicola appare, in un breve video, Federico Fellini che contesta le interruzioni pubblicitarie dei film trasmessi in televisione.

## Distribuzione
Il film fu distribuito nelle sale italiane, ad opera di 01 Distribution, a partire dal 14 febbraio 2013.

## Premi e riconoscimenti
- 2013 - David di Donatello
  - Migliore sceneggiatura a Roberto Andò e Angelo Pasquini
  - Miglior attore non protagonista a Valerio Mastandrea
  - Nomination Miglior film
  - Nomination Miglior produttore a Angelo Barbagallo
  - Nomination Miglior attrice protagonista a Valeria Bruni Tedeschi
  - Nomination Miglior attore protagonista a Toni Servillo
  - Nomination Miglior attrice non protagonista a Anna Bonaiuto
  - Nomination Miglior trucco a Enrico Iacoponi
  - Nomination Migliori acconciature a Carlo Barucci e Marco Perna
  - Nomination Miglior montaggio a Clelio Benevento
  - Nomination Migliore sonoro a Fulgenzio Ceccon
  - Nomination Migliori effetti speciali visivi a Gianluca Dentici per Reset VFX
- 2013 - Nastro d'argento
  - Nastro d'argento speciale a Toni Servillo
  - Migliore sceneggiatura a Roberto Andò e Angelo Pasquini
  - Nomination Regista del miglior film a Roberto Andò
  - Nomination Migliore produttore a Angelo Barbagallo
  - Nomination Migliore attore protagonista a Valerio Mastandrea
  - Nomination Migliore montaggio a Clelio Benevento
  - Nomination Migliore colonna sonora a Marco Betta
- 2013 - Globo d'oro
  - Nomination Migliore regia a Roberto Andò
  - Nomination Migliore sceneggiatura a Roberto Andò e Angelo Pasquini
- 2013 - Ciak d'oro
  - Miglior attore protagonista a Toni Servillo[3]
  - Migliore attore non protagonista a Valerio Mastandrea[3]
  - Migliore sceneggiatura a Roberto Andò e Angelo Pasquini[3]
- 2013 - Festival del cinema mediterraneo di Bruxelles
  - Premio Cineuropa e Premio del Pubblico